# Zernove (Zernove), Krasnohvardiiske
Zernove (în ucraineană Зернове) este localitatea de reședință a comunei Zernove din raionul Krasnohvardiiske, Republica Autonomă Crimeea, Ucraina.

## Demografie
Componența lingvistică a localității Zernove
     Rusă (70,57%)
     Tătară crimeeană (16,78%)
     Ucraineană (10,92%)
     Alte limbi (0,43%)
Conform recensământului din 2001, majoritatea populației localității Zernove era vorbitoare de rusă (70,57%), existând în minoritate și vorbitori de tătară crimeeană (16,78%) și ucraineană (10,92%).